# آیوانهو
آیوانهو نام داستانی است که به‌دست سر والتر اسکات، نویسندهٔ اسکاتلندی نوشته شده‌است. این کتاب یکی از آثار نامیِ ادبی جهان است.

## اقتباس‌های سینمایی و تلویزیونی
این رمان مبنای اقتباس برای تولید چندین فیلم سینمایی بلند بوده‌است. همچنین بسیاری از اقتباس‌های تلویزیونی از این رمان وجود دارد، از جمله: کانتاتای نمایشی ویکتور سیگ ایوانوئه در سال ۱۸۶۴ برنده جایزه د رم و در همان سال در پاریس شد. اقتباس دیگری از این رمان توسط سر آرتور سالیوان (تحت عنوان ایوانهو) در سال ۱۸۹۱ بیش از ۱۵۰ اجرای پیاپی اجرا شد. همچنین اپرای دیگری بر اساس این رمان توسط جیواچینو روسینی (ایوانوئه)، توماس ساری (ایوانوئه)، بارتولومئو پیسانی (ربکا) ساخته شده‌است.